# Bornotit
Bornotit je sulfa sol, odnosno sulfoantimonit olova i bakra kemijske formule PbCuSbS3.
Kristalizira se rombično generalno u vidu pločastih kristala s elementima pinkoida.